# Banknot kolekcjonerski
Banknot kolekcjonerski – papierowy znak pieniężny wydawany z myślą o kolekcjonerach papierowych pieniędzy. Banknoty są emitowane przy ważnych okazjach lub upamiętniające wybitne postacie z historii Polski. Podobnie jak obiegowe, są produkowane na zamówienie NBP przez Polską Wytwórnię Papierów Wartościowych S.A. w Warszawie.
Banknoty kolekcjonerskie odróżniają się od banknotów obiegowych bogatszą symboliką przedstawionych wizerunków oraz zmiennymi parametrami technicznymi i graficznymi wliczając w to użyte zabezpieczenia, kolorystykę, wymiary czy zastosowanymi technikami druku.
Banknoty wydawane od 2006 roku są prawnym środkiem płatniczym w Polsce i można nimi posługiwać się na takich samych zasadach, jak banknotami obiegowymi, jednak osiągają one wartość na rynku kolekcjonerskim znacznie wyższą od nominału. Sprzedawane przeważnie są w ochronnych etui papierowo-foliowych, na których zazwyczaj umieszczone są informacje związane z konkretną emisją.
Pierwszym polskim banknotem kolekcjonerskim był banknot "Jan Paweł II" o nominale 50 zł wyemitowanym w 2006 r.